# 抱球蟲目
抱球蟲目（Globigerinida）為有孔蟲門的一個常見群組，以浮游生物的姿態出現(其他群組主要為底棲區（benthic zone）生物)。她們製造透明的石灰質外殼，最早期的化石在侏羅紀後出現。此群組包括100多種屬 (生物)及400多種物種，其中30種物種為尚存的。其中一種最重要的屬為抱球蟲（Globigerina）；大範圍的海床被抱球蟲軟泥（由约翰·默里及阿方斯·弗朗索瓦·赫諾在1873年所命名）所覆蓋，主要為浮游有孔蟲的外殼。